# Edeltruda
Edeltruda, Edeltrauda – imię żeńskie pochodzenia staro-wysoko-niemieckiego, nienotowane w Polsce w średniowieczu; obecnie występuje w zauważalnym stopniu w Polsce na obszarach zamieszkiwanych przez mniejszość niemiecką. Imię to powstało z połączenia członów adal – 'szlachetny ród' oraz trud – 'siła, potęga' i stanowi późniejszą wersję niemieckiego imienia Adeltraud.
Imię to osiągnęło wyraźną popularność zwł. we Francji i w USA w formie Audrey. W całej populacji Polski według stanu na 17 lipca 2018 r. imię to najpopularniejsze jest w formie Edeltrauda – stanowi 475. co do częstości imię w klasyfikacji łącznej imion męskich i żeńskich, mając 2225 nadań, następnie w formie Edeltraud – 1509. miejsce i  175 nadań – oraz w formie Edeltraut – 1681. miejsce i 141 nadań.
Edeltruda imieniny obchodzi:
- 23 czerwca, w dzień wspomnienia św. Edeltrudy królowej (zm. 679)[4], córki Anny, króla Wschodnich Anglów;
- 2 sierpnia, w dzień wspomnienia św. Edeltrudy z Croyland (zwanej także Alfredą), córki Offy, króla Mercji[5].

## Osoby o imieniu Edeltruda
- Edeltrauda Helios-Rybicka – polska inżynier-chemik, geochemik, profesor
- Edeltrauda Jerominek (1942–1999) – polska malarka (samouk)
- Audrey Bruneau (ur. 1992) – francuska piłkarka ręczna
- Audrey Dana (ur. 1979) – francuska aktorka
- Audrey Deroin (ur. 1989) – francuska piłkarka ręczna
- Audrey Emery (1904–1971) – amerykańska ekonomistka
- Audrey Hepburn (1929–1993) – aktorka, modelka i działaczka humanitarna, pochodzenia brytyjsko-holenderskiego
- Audrey Kawasaki (ur. 1982) – amerykańska ilustratorka i malarka
- Audrey Landers (ur. 1956) – amerykańska aktorka, piosenkarka, kompozytorka oraz autorka tekstów
- Audrey Long (ur. 1922) – amerykańska aktorka filmowa lat czterdziestych i pięćdziesiątych
- Audrey Niffenegger (ur. 1963) – amerykańska pisarka i plastyczka
- Audrey Patterson (1926–1996) – amerykańska lekkoatletka specjalizująca się w biegach sprinterskich, brązowa medalistka igrzysk olimpijskich w 1948 r. w Londynie, w biegu na 200 metrów
- Audrey Robichaud (ur. 1988) – kanadyjska narciarka, specjalistka narciarstwa dowolnego
- Audrey Sale-Barker – brytyjska narciarka alpejska
- Audrey Tautou (ur. 1976) – francuska aktorka
- Audrey Tcheuméo (ur. 1990) – francuska judoczka, mistrzyni świata, mistrzyni Europy
- Audrey Williamson (1926–2010) – brytyjska lekkoatletka specjalizująca się w biegach sprinterskich, srebrna medalistka igrzysk olimpijskich w 1948 r. w Londynie, w biegu na 200 metrów

Postaci fikcyjne:
- Audrey Horne – fikcyjna postać z amerykańskiego serialu Miasteczko Twin Peaks